# Adoratrices du Sacré-Cœur de Montmartre
Pour les articles homonymes, voir Montmartre (homonymie).
La congrégation des Adoratrices du Sacré-Cœur de Jésus de Montmartre (OSB), est une congrégation monastique de religieuses bénédictines fondée par Adèle Garnier en 1903 lorsque les Bénédictines du Sacré-Cœur de Montmartre durent quitter la France.
Elle a établi des monastères dans neuf autres pays. Les religieuses du monastère de Londres pratiquent l'Adoration perpétuelle du Saint-Sacrement et entretiennent un sanctuaire des martyrs dédié aux martyrs catholiques de la Réforme anglaise.

## Historique

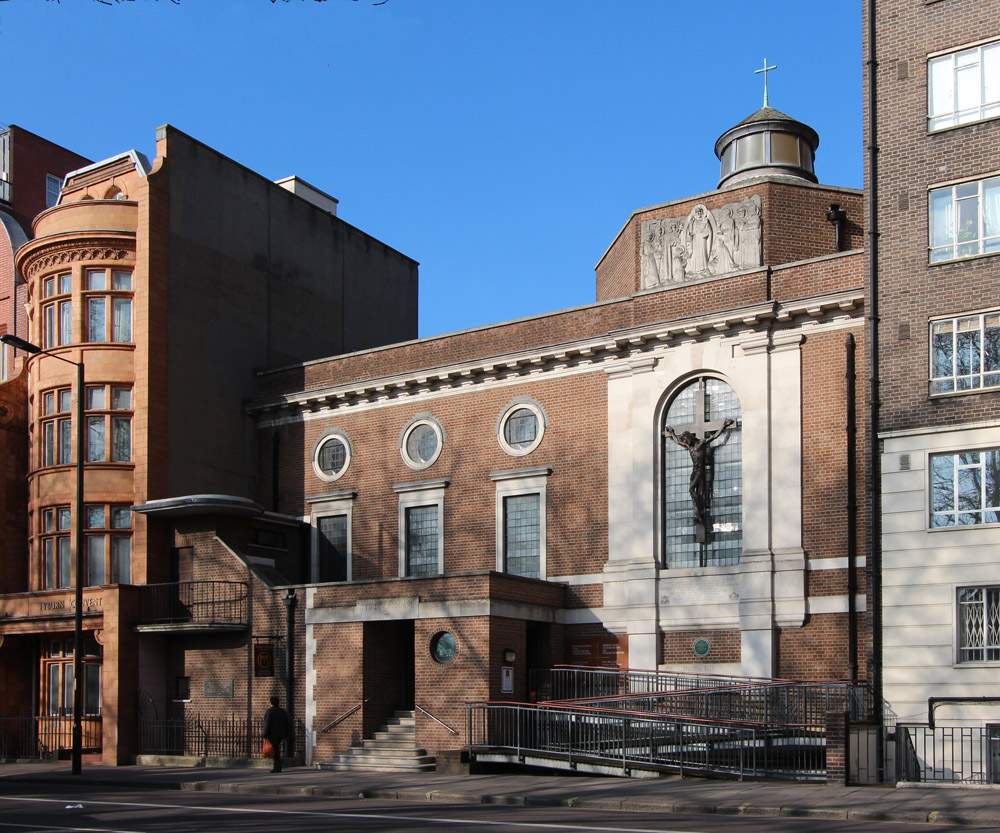
Extérieur du couvent et de la chapelle de Tyburn.

La congrégation est fondée par la Française, Marie-Adèle Garnier (Mère Marie de Saint-Pierre)  à Montmartre (Mont du Martyr) à Paris en 1898. En 1901, la loi sur les associations de Waldeck-Rousseau impose de sévères restrictions aux organismes religieux tels que les monastères et les couvents et oblige nombre d'entre eux à quitter la France. Mère Marie de Saint-Pierre relocalise donc la congrégation à Londres en 1903, au Tyburn Convent, Bayswater Road, près de Marble Arch. Près du couvent se trouvait le site de Tyburn Tree où 105 martyrs catholiques, dont saint Olivier Plunket et saint Edmond Campion ont été exécutés pendant et après la Réforme anglaise de 1535 à 1681. Les religieuses établissent à Tyburn le sanctuaire des martyrs  pour honorer les plus de 350 martyrs catholiques exécutés en Angleterre pendant et après la Réforme anglaise.
Le couvent de Tyburn est la maison-mère de la congrégation.

## Dévotion
L'Adoration perpétuelle du Saint-Sacrement s'est poursuivie depuis la création de la congrégation sauf en temps de guerre lorsque le couvent a été bombardé et que la congrégation s'est établie à Wadhurst, dans la campagne anglaise. Des pèlerins et des touristes du monde entier visitent le sanctuaire.

## Règle de vie

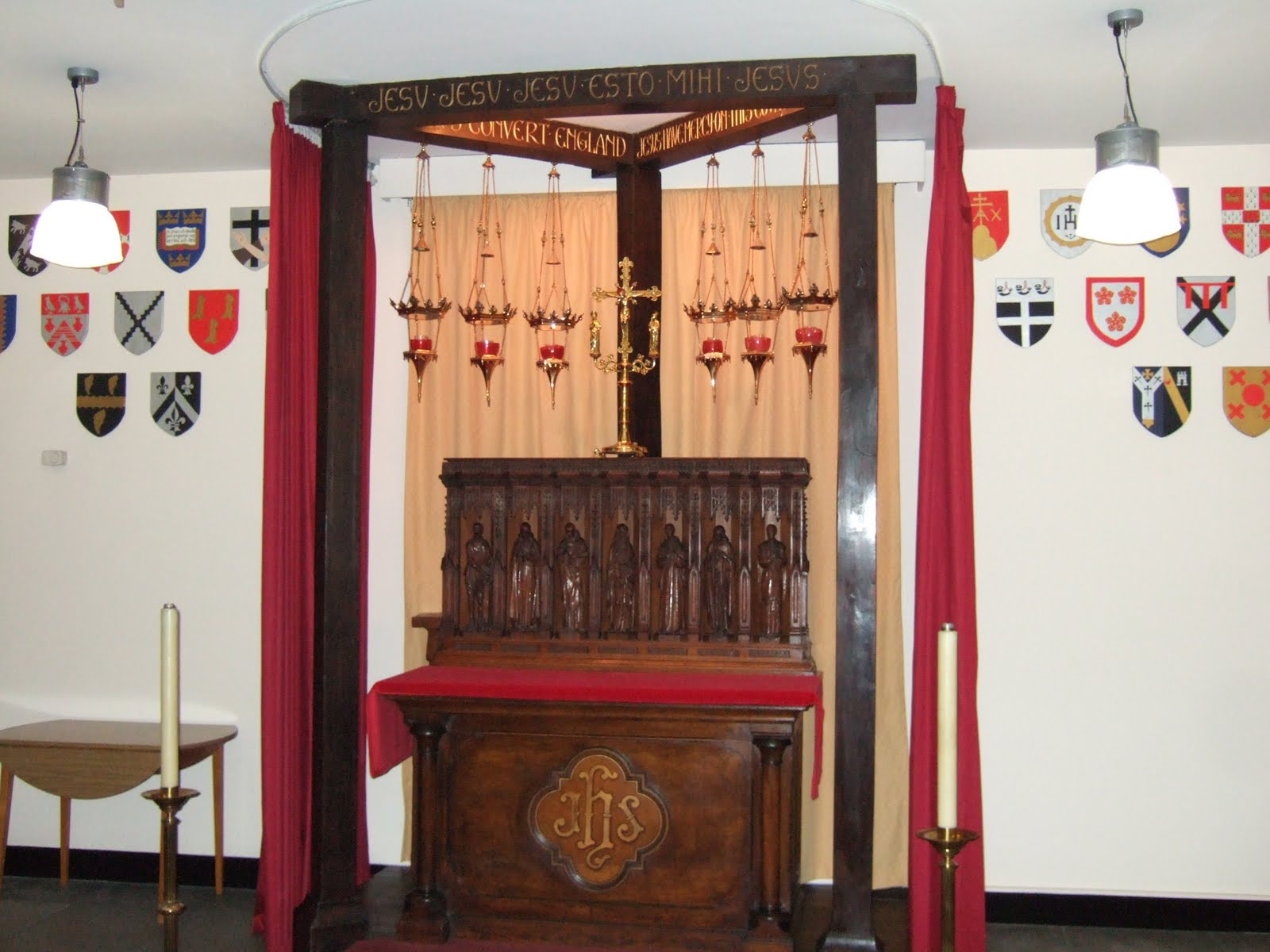
Le sanctuaire des martyrs de Tyburn, autel avec une réplique de l'arbre de Tyburn.

La congrégation suit la règle de saint Benoît comme règle de vie. À cela s'ajoutent des normes, un manuel et un livre de coutumes de la congrégation.
Les sœurs portent l'habit noir traditionnel bénédictin, mais avec un voile et une guimpe modernisés. Les postulantes portent une robe laïque et un court voile noir. Les novices portent l'habit avec un voile blanc et une cape de chœur blanche. Les sœurs professes juniors portent le voile noir et la médaille de la congrégation et la cape blanche du chœur. Les sœurs professes perpétuelles portent le voile noir, la médaille, l'anneau et le capuchon de chœur blanc.
La messe et la liturgie des Heures sont récitées en langue vernaculaire (anglais, espagnol).

## Expansion
La communauté Tyburn a ouvert d'autres monastères en Écosse, en Irlande (à Cobh ), en Nouvelle-Zélande (deux fondations, le monastère Tyburn à Bombay, Auckland et le monastère Tyburn Cor Iesu Fons Vitae à Ngakaru, Rotorua dans le diocèse de Hamilton ), en Australie (à Riverstone ), Pérou, Équateur, Colombie et France (à Saint-Loup-sur-Aujon près de la maison natale de la fondatrice, Mère Marie Adèle Garnier).
Bien que la congrégation ait été fondée pour pratiquer l'Adoration Perpétuelle, aujourd'hui chaque monastère ne pratique l'Adoration que pendant la journée et la partage avec les laïcs. Une nouvelle fondation en Afrique a ouvert, mais a dû être fermée à nouveau peu de temps après. La congrégation a également offert son aide aux communautés bénédictines vieillissantes en Europe.
La congrégation compte au total une soixantaine de professes dans le monde, plus quelques sœurs en formation.

## Pour approfondir